# Elephantomyia insolita
Elephantomyia insolita là một loài ruồi trong họ Limoniidae. Chúng phân bố ở miền Cổ bắc.